# Bratislava-Lamač
Bratislava-Lamač – stacja kolejowa w Bratysławie, w dzielnicy Lamač, na Słowacji. Znajdują się tu 2 perony.